# Cervonîi Pahar, Hluhiv
Cervonîi Pahar (în ucraineană Червоний Пахар) este un sat în comuna Suhodil din raionul Hluhiv, regiunea Sumî, Ucraina.

## Demografie
Componența lingvistică a localității Cervonîi Pahar
     Rusă (100%)
Conform recensământului din 2001, toată populația localității Cervonîi Pahar era vorbitoare de rusă (100%).